# Étoiles et Toiles du Cinéma européen
 (novembre 2020).
Étoiles et Toiles du Cinéma européen est un festival de cinéma annuel consacrant les films soutenus par Eurimages, le fond se soutien au cinéma du Conseil de l'Europe, et organisé à Strasbourg avec la collaboration du cinéma l'Odyssée. 
Sa 21e édition a lieu en 2020.

## Reconnaissance
Le but est de mettre en avant le cinéma d'auteur, et la défense des valeurs du Conseil de l'Europe, à savoir les droits de l'Homme et la démocratie.

## Prix
A cette occasion, deux prix sont décernés :  
- le prix Odyssée – Conseil de l’Europe pour les « Droits de l’Homme »
- le prix Odyssée – Conseil de l’Europe pour la « Création Artistique »

Une mention spéciale est également accordée.